# Кобилін (Лодзинське воєводство)
Кобилін (пол. Kobylin) — село в Польщі, у гміні Роґув Бжезінського повіту Лодзинського воєводства.
Населення — 103 особи (2011).
У 1975-1998 роках село належало до Скерневицького воєводства.

## Демографія
Демографічна структура станом на 31 березня 2011 року:
|          | Загалом | Допрацездатний вік | Працездатний вік | Постпрацездатний вік |
| -------- | ------- | ------------------ | ---------------- | -------------------- |
| Чоловіки | 50      | 9                  | 33               | 8                    |
| Жінки    | 53      | 9                  | 33               | 11                   |
| Разом    | 103     | 18                 | 66               | 19                   |